# 川副常重
川副 常重（かわぞえ つねしげ、生年不詳 - 永禄9年（1566年）?）は、戦国時代の武将。尼子氏家臣。尼子家中での立場は中老衆。子に川副久盛。
尼子経久による富田城奪回に参加したといわれ、その戦の功により執事となる。しかし、それ以降の詳細はほとんど不明である。晩年に、第二次月山富田城の戦いに参加したという。しかし、年齢を考えると、相当な年になるため、資料上、子の久盛と混雑した為と思われる。